# Sixte Moral i Reixach
Sixte Moral i Reixach (Vilanova i la Geltrú, 25 d'agost de 1951) és un polític català, diputat al Congrés dels Diputats en la IX Legislatura.

## Biografia
Ha treballat com a mestre a l'Escola Llebetx, una de les escoles CEPEPC (Col·lectiu d'Escoles per l'Escola Pública Catalana). Militant del Moviment Socialista de Catalunya (MSC) des del 1969, posteriorment milità en diversos grups i partits independentistes, i fou candidat pel Bloc d'Esquerres d'Alliberament Nacional (BEAN) a les eleccions generals espanyoles de 1979. El 1981, però, va ingressar al PSC, amb el que ha estat regidor (1983-1991) i alcalde de Vilanova i la Geltrú (1999-2005) en coalició amb ERC i Iniciativa per Catalunya-Verds.
També fou conseller d'educació i cultura del Consell Comarcal del Garraf (1992-1999) i Secretari de Política Lingüística de la Generalitat de Catalunya del 24 de maig al 30 de novembre de 2006 i fins al juliol de 2008 assessor del conseller de Política Territorial i Obres Públiques de la Generalitat de Catalunya. Fou elegit diputat pel PSC per la circumscripció de Barcelona a les eleccions generals espanyoles de 2008 en substitució d'Elisenda Malaret i Garcia.